# Semionellus placidus
Semionellus placidus är en mångfotingart som först beskrevs av Charles Thorold Wood 1864.  Semionellus placidus ingår i släktet Semionellus och familjen Xystodesmidae. Inga underarter finns listade i Catalogue of Life.